# نلو فابری
نلو فابری (ایتالیایی: Nello Fabbri؛ زادهٔ ۱۵ مارس ۱۹۳۴ - درگذشت ۳۰ ژانویهٔ ۲۰۲۰) دوچرخه‌سوار اهل ایتالیا بود.